# 楊啟棠
楊宗澤（英語：Thomas Yeung Chung Tsk；1983年7月4日—），前名楊啟棠，是前香港賽馬會所屬自由身騎師，曾先後跟隨練馬師卓普咸、大衛希斯和苗禮德學藝。楊啟棠在香港累計勝出80場頭馬。

## 生涯
2001年8月5日楊啟棠被香港賽馬會安排到澳洲訓練。首先跟隨麥昆尼港高寶德，然後接受另一位以葛夫頓為根據地的練馬師麥里奧接受訓練，在澳洲的156場比賽中取得9場勝利。之後返回香港作賽，2002年11月在港首次作賽，跟隨練馬師卓普咸。在5月27日策騎紅旗飛揚勝出第一班賽事，在此場比賽的出色表現成為了2002年度5月及6月最佳見習騎師。馬季結束後卓普咸返回英國，由大衛希斯訓練。
2004年2月，楊啟棠放棄馬會見習騎師牌照，據知原因是成績下滑，加上體重增加無法造出最低負磅，減少合適座騎。在放棄見習騎師牌照前，在香港總共贏得12場頭馬，轉展到澳洲及英國從事賽馬工作。首先在英國獲跟隨卓普咸。2006年2月重返香港，獲安排跟隨苗禮德訓練，在3月再次在香港馬場出賽，仍然獲得減10磅讓磅優勢。
2008年4月23日跑馬地賽事該天勝出兩場頭馬，是香港賽馬會推出新彩池騎師王第一位勝出騎師。在2007/08年馬季完結後，升格為自由身騎師。2009年2月15日策騎善風取得勝利後，勝出他在港第70場頭馬，減磅由5磅改為3磅。
2008年4月26日在愛彼錶女皇盃獲得策騎爆炸的機會，是他第一次在國際一級賽策騎，最終在十匹馬中取得第七。原本楊啟棠可獲2009-10年馬季牌照，他選擇到澳洲就讀大學，撤回發牌申請，馬會極力挽留無以為繼。但不排除完成課程後重新策騎。
2011年年末，楊啟棠完成大學課程後，於紐西蘭復出，繼續騎師生涯，復出首天即取得勝利。
2014年起，楊啟棠擔任約翰摩亞馬房的私人騎馬人，不隸屬於馬會。
2017年8月，楊啟棠沒有再為約翰摩亞馬房工作，轉任香港馬會當文職，現時隸屬於賽事執行部。
2025年4月，已改名楊宗澤的楊啟棠成為澳洲神奇百萬拍賣公司駐香港區代表。

## 在港策騎成績
| 年度      | 冠 | 亞 | 季 | 殿 | 第五 | 出賽次數 | 所贏獎金（港元） | 備注     |
| 2002-2003 | 7  | 4  | 2  | 6  | 10   | 129      | $                | 策騎首季 |
| 2003-2004 | 5  | 4  | 8  | 5  | 7    | 113      | $                | 第2季    |
| 2005-2006 | 3  | 7  | 6  | 6  | 7    | 98       | $                | 第3季    |
| 2006-2007 | 15 | 18 | 34 | 22 | 18   | 285      | $                | 第4季    |
| 2007-2008 | 25 | 21 | 19 | 22 | 29   | 309      | $                | 第5季    |
| 2008-2009 | 25 | 19 | 27 | 22 | 20   | 279      | $                | 第6季    |
| --------- | -- | -- | -- | -- | ---- | -------- | ---------------- | -------- |
| 總計      | 80 | 73 | 96 | 83 | 91   | 1213     |                  |          |

## 在港策騎資料
|              | 日期           | 賽事                                | 場地 | 馬場       | 馬名   | 練馬師   | 名次 | 獨贏賠率 |
| ------------ | -------------- | ----------------------------------- | ---- | ---------- | ------ | -------- | ---- | -------- |
| 初出賽       | 2002年11月10日 | 第五班 - 1800米                     | 草地 | 沙田馬場   | 勝招   | 黃汝安   | 12   | 33       |
| 首勝利       | 2003年4月2日   | 第四班 - 1650米                     | 草地 | 跑馬地馬場 | 強中霸 | 岳敦     | 1    | 13       |
| 級際賽初出賽 | 2007年2月10日  | 三級賽 - 1800米（百週年紀念銀瓶）   | 草地 | 沙田馬場   | 豐富   | 約翰摩亞 | 3    | 4.2      |
| 級際賽首勝利 | —              | —                                   | —    | —          | —      | —        | —    | —        |
| 一級賽初出賽 | 2009年2月22日  | 一級賽 - 2000米（花旗銀行香港金盃） | 草地 | 沙田馬場   | 爆炸   | 約翰摩亞 | 7    | 52       |
| 一級賽初勝利 | —              | —                                   | —    | —          | —      | —        | —    | —        |